# Casa Kikumbera
La casa Kikunbera en Bermeo en Vizcaya (País Vasco, España) es una casa unifamiliar exenta, con jardín, que se levanta en un lugar de fuerte pendiente en un acantilado entre el puerto de Bermeo y la carretera de Mundaca.
Se trata de una construcción racionalista obra de Fernando Arzadun, realizada a finales de los años 1920. Se trata de la reproducción arquitectónica de una embarcación.
Es un edificio de planta compleja, en forma de rectángulo con perfiles curvos y quebrados en alguno de sus lados, que tiene un fuerte desarrollo horizontal y cuyo alzado se resuelve en semisótano, planta baja, principal y dos alturas más en el bloque cúbico que, a modo de torre, emerge del edificio rematándose con mástil. Es un edificio que presenta un claro escalonamiento a través de diversas superficies. Destacan las plantas aterrazadas y las cubiertas planas. Las fachadas se levantan con la doble función de cerrar plantas y potenciar la forma de navío de la casa.
Rehabilitación llevada a cabo por el arquitecto Bilbaíno Rafael Manene Cerrageria.